# Ołeksandr Sapelniak
Ołeksandr Jakowycz Sapelniak, ukr. Олександр Якович Сапельняк, ros. Александр Яковлевич Сапельняк, Aleksandr Jakowlewicz Sapielniak (ur. 18 maja 1952 w Krzywym Rogu) – ukraiński piłkarz, grający na pozycji obrońcy lub napastnika, trener piłkarski.

## Kariera piłkarska
W 1969 rozpoczął karierę piłkarską w drużynie rezerw Dynama Kijów. Po kilka lat przerwy w 1973 został piłkarzem Łokomotywu Chersoń. W 1975 został zaproszony do Czornomorca Odessa. Na początku 1977 przeszedł do Metałurha Zaporoże, ale wkrótce powrócił do chersońskiego klubu, który już nazywał się Krystał Chersoń. W 1982 bronił barw Suworowca Izmaił, ale w następnym roku po raz kolejny wrócił do Krystału Chersoń, w którym zakończył karierę piłkarza. W 1994 ponownie występował w chersońskim zespole, który nazywał się Wodnyk.

## Kariera trenerska
Po zakończeniu kariery piłkarskiej rozpoczął pracę szkoleniowca. W 1987 dołączył do sztabu szkoleniowego Krystału Chersoń, gdzie pracował na stanowisku dyrektora technicznego i asystenta. Od kwietnia do lipca 1993 stał na czele Tawrii Chersoń. W 2011 został mianowany na stanowisko głównego trenera klubu Myr Hornostajiwka.